# Lista över myndigheter inrättade av regeringen Carl Bildt
Detta är en lista över myndigheter inrättade av regeringen Carl Bildt mellan oktober 1991 och oktober 1994.

## 1992
- Statens bostadskreditnämnd (1 januari)
- Styrelsen för riksfärdtjänst  (1 januari)
- Affärsverket Svenska Kraftnät (1 januari)
- Nämnden för vissa statliga pensionsfonder  (1 mars)
- Verket för högskoleservice (1 juni)
- Överklagandenämnden för högskolan (1 juni)
- Sekretariatet för utvärdering av universitet och högskolor  (1 juli)
- Delegationen för svenska informationsinsatser om europeisk integration (1 juli)
- Folkhälsoinstitutet (1 juli)
- Rådet för grundläggande högskoleutbildning (juli)
- Rådet för forskning om universitet och högskolor (1 juli)
- Telestyrelsen (1 juli)
- Konkurrensverket (1 juli)
- Statens beredning för utvärdering av medicinsk metodik (1 juli)

## 1993
- Statens lokalförsörjningsverk (1 januari)
- Statens fastighetsverk (1 januari)
- Smittskyddsinstitutet (1 mars)
- Nämnden för offentlig upphandling (1 mars)
- Sametinget (1 juni)
- Kanslersämbetet (1 juli)
- Elsäkerhetsverket (1 juli)
- Myndigheten för avveckling av vissa verksamheter inom totalförsvaret (1 juli)
- Barnombudsmannen (1 juli)
- Statens institutionsstyrelse (1 juli)
- Kommunikationsforskningsberedningen (1 juli)
- Statliga sektorns arbetsmiljönämnd (1 juli)
- Bankstödsnämnden (1 juli)
- Prövningsnämnden för bankstödsfrågor (1 juli)
- Språk och folkminnesinstitutet (1 juli)

## 1994
- Post- och telestyrelsen (1 mars)
- Försvarsmakten (1 juli)
- Fortifikationsverket  (1 juli)
- Statens väg- och transportforskningsinstitut (1 juli)
- Delegationen för prognosutvecklingssamarbete inom transportsektorn (1 juli)
- Stiftelsen Framtidens kultur (1 juli)
- Granskningsnämnden för radio och tv (1 juli)
- Radio- och TV-verket (1 juli)
- Styrelsen för Sverigebilden (1 juli)
- Statens oljelager (1 juli)
- Institutet för arbetslivsforskning (1 juli)
- Handikappsombudsmannen (1 juli)
- Gentekniknämnden (1 juli)
- Nämnden för vissa statliga pensionsfrågor (1 juli)
- Ungdomsstyrelsen (1 september)

## Okänt datum
- Nedrustnings- och folkrättsdelegationen (1992)